# Östra Värmlands Järnväg
Östra Värmlands Järnväg  (ÖWJ) var en normalspårig järnväg mellan Kristinehamn och Persberg med en sidobana till Filipstad. Delen mellan Kristinehamn och Nykroppa finns kvar som en del av Inlandsbanan.

## Historia

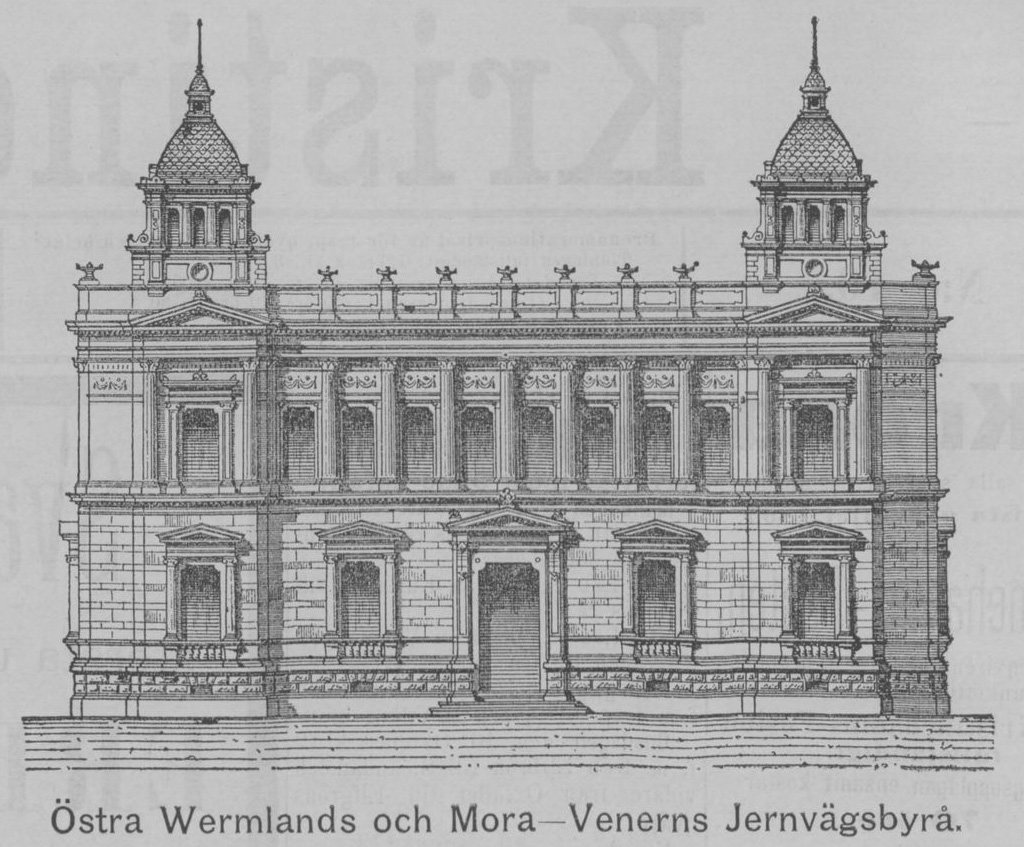
Ritning till Järnvägsbyrån i Kristinehamn.

Östra  Värmlands järnvägsaktiebolag bildades 1873 för att ersätta ett antal kortare spårbanor, kanaler och sjöleder mellan Kristinehamn och Filipstads bergslag. För byggandet av banan förvärvade bolaget: 
- Christinehamn–Sjöändans Järnväg (1099 mm)
- Kroppa Järnväg (787 mm) (9 km) som gick mellan Bernsnäs brygga vid Östersjön och Gammalkroppa vid Yngen
- Yngs-Daglöse Järnväg (692 mm) från Vinternäset vid Yngen till Abborrbergets krön och ner till hamnen i Filipstad.[8]

Banan använde Christinehamn-Sjöändans Järnvägs gamla stationsbyggnad i Kristinehamn. For att nå stationen fick tågen backa från Statens Järnvägars station Kristinehamn C på Nordvästra stambanan mot Vänern. I Herrhult korsade Bergslagernas Järnvägar. Järnvägen slutade vid Persbergs gruva.  Ett sidospår utgick från Nyhyttan till Filipstad Ö och Finnshyttan där också den smalspåriga Filipstads Norra Bergslags Järnväg anslöt. Banan färdigställdes i etapper först Kristinehamn-Storfors den 3 juni 1875 sedan Storfors-Gammalkroppa den 11 december 1875, och slutligen Nyhyttan-Finnshyttan och Gammalkroppa-Persbergs gruva den 1 december 1876.
Bergslagernas Järnvägar öppnade en sidolinje mellan Daglösen och Filipstad V 1876, där också den smalspåriga järnvägen Filipstads Norra Bergslags Järnväg anslöt.
Mora Vänerns järnvägsaktiebolag (MVJ) sökte och fick koncession 1887 på en fortsättning från Persberg till Mora. Vid byggandet av denna bana flyttades Persberg station väster ut från sitt dåvarande läge.
MVJ arrenderade ÖWJ från 1889 till 1897 då MVJ köpte ÖWJ för 4 500 000 kronor.
MVJ köptes 1917 av svenska staten för att ingå i Inlandsbanan. Sträckan mellan Kristinehamn och Nykroppa finns kvar men sträckorna Herrhult-Persberg och Nyhyttan-Finnshyttan har rivits och ersatts med en annan sträckning.